# Giorgio Alberto della Frisia orientale
Giorgio Alberto della Frisia orientale (Aurich, 13 giugno 1690 – Aurich, 12 giugno 1734) fu principe della Frisia orientale dal 1708 alla propria morte.

## Biografia
Giorgio Alberto era il figlio secondogenito del principe Cristiano Eberardo della Frisia orientale, membro della famiglia dei Cirksena.
Alla morte del padre nel 1708, Giorgio Alberto gli succedette al trono della Frisia orientale, ma i suoi primi anni di regno furono molto duri: nel Natale del 1717 lo stato venne colpito da una grande alluvione che portò alla morte di 2752 persone ed al danneggiamento di vasti appezzamenti di terreno.
Durante il regno di Giorgio Alberto, inoltre, tra il 1726 ed il 1727, scoppiò la cosiddetta Appell-Krieg che oppose il principe con una parte dei proprietari terrieri che si dimostravano refrattari nel rendergli omaggio, forti della loro preponderanza finanziaria nell'economia statale. Malgrado tutto il principe si dimostrò vincitore in questo conflitto anche se da questa guerra si rafforzarono le opposizioni delle città maggiori tra le quali figurava Emden. Tale scontro era dovuto anche alle scarse capacità di negoziare dei contratti da parte del cancelliere di Giorgio Alberto, Enno Rudolph Brenneysen.
Tra il 1729 ed il 1730, per arginare il futuro problema di alluvioni, il principe Giorgio Alberto fece inoltre costruire la diga di Carolinensiel, oggi divenuta un museo. La diga era dedicata a sua moglie, Sofia Carolina di Brandeburgo-Kulmbach.
Giorgio Alberto morì l'11 giugno 1734 e venne succeduto dal figlio diciottenne Caro Edzardo.

## Ascendenza
|                                                        |                                               |                                                     | Genitori                                         |  |  | Nonni |  |  | Bisnonni                                   |  |  | Trisnonni                                  |  |
|                                                        |                                               |                                                     |                                                  |  |  |       |  |  | 8. Ulrich II, conte della Frisia orientale |  |  | 16. Enno III, conte della Frisia orientale |  |
|                                                        |                                               |                                                     |                                                  |  |  |       |  |  | 8. Ulrich II, conte della Frisia orientale |  |  | 16. Enno III, conte della Frisia orientale |  |
|                                                        |                                               | 17. Anna von Schleswig-Holstein-Gottorf             |                                                  |  |  |       |  |  | 8. Ulrich II, conte della Frisia orientale |  |  |                                            |  |
| 4. Georg Christian, principe della Frisia orientale    |                                               |                                                     |                                                  |  |  |       |  |  | 8. Ulrich II, conte della Frisia orientale |  |  |                                            |  |
|                                                        |                                               | 9. Juliane von Hessen-Darmstadt                     | 18. Ludwig V, langravio d'Assia-Darmstadt        |  |  |       |  |  |                                            |  |  |                                            |  |
|                                                        |                                               | 9. Juliane von Hessen-Darmstadt                     | 18. Ludwig V, langravio d'Assia-Darmstadt        |  |  |       |  |  |                                            |  |  |                                            |  |
|                                                        |                                               | 9. Juliane von Hessen-Darmstadt                     | 19. Magdalena von Brandenburg                    |  |  |       |  |  |                                            |  |  |                                            |  |
| 2. Christian Eberhard, principe della Frisia orientale |                                               | 9. Juliane von Hessen-Darmstadt                     |                                                  |  |  |       |  |  |                                            |  |  |                                            |  |
|                                                        |                                               | 10. Eberhard III, duca di Württemberg               | 20. Johann Friedrich, duca di Württemberg        |  |  |       |  |  |                                            |  |  |                                            |  |
|                                                        |                                               | 10. Eberhard III, duca di Württemberg               | 20. Johann Friedrich, duca di Württemberg        |  |  |       |  |  |                                            |  |  |                                            |  |
|                                                        |                                               | 10. Eberhard III, duca di Württemberg               | 21. Barbara Sophia von Brandenburg               |  |  |       |  |  |                                            |  |  |                                            |  |
| 5. Christine Charlotte von Württemberg                 |                                               | 10. Eberhard III, duca di Württemberg               |                                                  |  |  |       |  |  |                                            |  |  |                                            |  |
|                                                        |                                               | 11. Anna Katharina Dorothea von Salm-Kyrburg        | 22. Johann Kasimir, conte di Salm-Kyrburg        |  |  |       |  |  |                                            |  |  |                                            |  |
|                                                        |                                               | 11. Anna Katharina Dorothea von Salm-Kyrburg        | 22. Johann Kasimir, conte di Salm-Kyrburg        |  |  |       |  |  |                                            |  |  |                                            |  |
|                                                        |                                               | 11. Anna Katharina Dorothea von Salm-Kyrburg        | 23. Dorothea zu Solms-Laubach                    |  |  |       |  |  |                                            |  |  |                                            |  |
| 1. Georg Albrecht, principe della Frisia orientale     |                                               | 11. Anna Katharina Dorothea von Salm-Kyrburg        |                                                  |  |  |       |  |  |                                            |  |  |                                            |  |
|                                                        | 12. Joachim Ernst, conte di Öttingen-Öttingen | 24. Ludwig Eberhard, conte di Öttingen-Öttingen     |                                                  |  |  |       |  |  |                                            |  |  |                                            |  |
|                                                        | 12. Joachim Ernst, conte di Öttingen-Öttingen | 24. Ludwig Eberhard, conte di Öttingen-Öttingen     |                                                  |  |  |       |  |  |                                            |  |  |                                            |  |
|                                                        | 12. Joachim Ernst, conte di Öttingen-Öttingen | 25. Margaretha von Erbach                           |                                                  |  |  |       |  |  |                                            |  |  |                                            |  |
| 6. Albrecht Ernst I, principe di Öttingen-Öttingen     | 12. Joachim Ernst, conte di Öttingen-Öttingen |                                                     |                                                  |  |  |       |  |  |                                            |  |  |                                            |  |
|                                                        |                                               | 13. Anna Dorothea von Hohenlohe-Neuenstein          | 26. Karl VII, conte di Hohenlohe-Neuenstein      |  |  |       |  |  |                                            |  |  |                                            |  |
|                                                        |                                               | 13. Anna Dorothea von Hohenlohe-Neuenstein          | 26. Karl VII, conte di Hohenlohe-Neuenstein      |  |  |       |  |  |                                            |  |  |                                            |  |
|                                                        |                                               | 13. Anna Dorothea von Hohenlohe-Neuenstein          | 27. Sophia von Zweibrücken-Birkenfeld            |  |  |       |  |  |                                            |  |  |                                            |  |
| 3. Eberhardine Sophie von Oettingen-Oettingen          |                                               | 13. Anna Dorothea von Hohenlohe-Neuenstein          |                                                  |  |  |       |  |  |                                            |  |  |                                            |  |
|                                                        |                                               | 14. Eberhard III, duca di Württemberg (= 10)        | 28. Johann Friedrich, duca di Württemberg (= 20) |  |  |       |  |  |                                            |  |  |                                            |  |
|                                                        |                                               | 14. Eberhard III, duca di Württemberg (= 10)        | 28. Johann Friedrich, duca di Württemberg (= 20) |  |  |       |  |  |                                            |  |  |                                            |  |
|                                                        |                                               | 14. Eberhard III, duca di Württemberg (= 10)        | 29. Barbara Sophia von Brandenburg (= 21)        |  |  |       |  |  |                                            |  |  |                                            |  |
| 7. Christine Friederike von Württemberg                |                                               | 14. Eberhard III, duca di Württemberg (= 10)        |                                                  |  |  |       |  |  |                                            |  |  |                                            |  |
|                                                        |                                               | 15. Anna Katharina Dorothea von Salm-Kyrburg (= 11) | 30. Johann Kasimir, conte di Salm-Kyrburg (= 22) |  |  |       |  |  |                                            |  |  |                                            |  |
|                                                        |                                               | 15. Anna Katharina Dorothea von Salm-Kyrburg (= 11) | 30. Johann Kasimir, conte di Salm-Kyrburg (= 22) |  |  |       |  |  |                                            |  |  |                                            |  |
|                                                        |                                               | 15. Anna Katharina Dorothea von Salm-Kyrburg (= 11) | 31. Dorothea zu Solms-Laubach (= 23)             |  |  |       |  |  |                                            |  |  |                                            |  |
|                                                        |                                               | 15. Anna Katharina Dorothea von Salm-Kyrburg (= 11) |                                                  |  |  |       |  |  |                                            |  |  |                                            |  |